# 関根瞳
関根 瞳（せきね ひとみ、2000年5月9日 - ）は、日本の女性声優。東京都出身。アイムエンタープライズ所属。

## 経歴
小学5年の時に友達に勧められて観たアニメ『銀魂』をきっかけに声優を志す。それまでもディズニー・チャンネルなどでアニメは観ていたが、『銀魂』で初めて「アニメってこんなに面白いんだ！」と夢中になった。特に沖田総悟が好きで、色々調べていくうちに職業としての声優があることを知り、そこから声優のラジオを聴くなど、意識するようになった。
『銀魂』をきっかけに小学5～6年生の時には「声優になりたい」という気持ちが芽生えていた。しかし周囲に言うことが恥ずかしく、小学校の卒業文集には全然違うことを書いていた。ただし、中学受験をした後に、「声優になりたい」という気持ちがすごく強いことに気づいた。当時、アニメイトで買い物をしてそれに入っていた声優のインタビューが掲載されていたチラシを何回も繰り返して読み、なりたい気持ちがどんどん高まっていった。中学1年生の11月の時に日本ナレーション演技研究所に入所。その時の両親は「自分がやりたいのなら…」という感じで、習い事のような感覚で通わせてくれたという。
日本ナレーション演技研究所を経て、高校2年となった2017年4月にアイムエンタープライズへ所属。
2018年にゲーム『アイドルマスター シャイニーカラーズ』の櫻木真乃役でデビュー。同年、『となりの吸血鬼さん』でテレビアニメに初出演。
2018年6月にマリン・エンタテインメントによって結成された声優ユニット「teaЯLove」（ティアラブ）のメンバーとして活動開始。2022年のラストライブまで約4年半活動を行った。
2023年、松岡美里とロックボーカルユニット「EverdreaM」（エバードリーム）を結成。
2024年、『さようなら竜生、こんにちは人生』のセリナ役でテレビアニメでは初のヒロインを演じた。

## 人物
趣味はお笑いを観ること、歌うこと。特技は歌。

## 出演
太字はメインキャラクター。

### テレビアニメ
2018年
- となりの吸血鬼さん（女の子）

2019年
- ガーリー・エアフォース（子供）
- 女子高生の無駄づかい（生徒達、1年生女生徒）
- とある科学の一方通行（女子高生）
- からかい上手の高木さん2（妹）

2020年
- あひるの空（クズ高女子部員、クラスメイト）
- 白猫プロジェクト ZERO CHRONICLE（子供C）
- ミュークルドリーミー（2020年 - 2022年、プチトマト〈3〉、子供C） - 2シリーズ
- フルーツバスケット（女子生徒）
- ヒーリングっど♥プリキュア（天野）
- キングスレイド 意志を継ぐものたち（2020年 - 2021年、少女1、女の子1）

2021年
- はたらく細胞!!（血小板6）

2022年
- 忍の一時（鈴ノ音涼子）
- アイドリッシュセブン Third BEAT!（ファンB）
- ドラえもん（テレビ朝日版第2期）（ヒロイン）

2023年
- クールドジ男子（子供、クラスメイト）
- 江戸前エルフ（小金井小柚子）
- 六道の悪女たち（露草水絵）
- この素晴らしい世界に爆焔を!（女の子）
- ホリミヤ -piece-（お天気お姉さん）
- 暴食のベルセルク（エリス）

2024年
- ぶっちぎり?!（女子C、NG GIRLS B）
- アイドルマスター シャイニーカラーズ（櫻木真乃） - 2シリーズ
- Re:Monster（キルエ）
- さようなら竜生、こんにちは人生（セリナ）

### Webアニメ
- ゼノンザード THE ANIMATION（2020年、女生徒C)
- さようなら竜生、こんにちは人生 〜ようこそ、ベルン村へ！〜（2024年、セリナ）
- 100ぴきかぞく（2025年、リボン[18]）

### ゲーム
2018年
- アイドルマスター シャイニーカラーズ（2018年 - 2025年、櫻木真乃）
- アビス・ホライズン（ポートランド、アヴェンジャー、ヴォークラン）
- ブラウンダスト（ベナカ、リディア）

2019年
- 荒野のコトブキ飛行隊 大空のテイクオフガールズ!（モア）
- ファイトリーグ（TOY of the DAUGHTER）

2020年
- けものフレンズ3（パンサーカメレオン）
- ステラクロニクル（ニカ奈々、フェリ）
- アズールレーン（千歳、千代田）
- モンスターストライク（2020年 - 2024年、エウリュアレ）
- ビビットアーミー（メルチェ）

2021年
- アイドルマスター ポップリンクス（櫻木真乃）
- ドールズフロントライン（M1895、MP41）
- マナシスリフレイン（ジルベルタ・メイプル）

2023年
- アイドルマスター シャイニーカラーズ Song for Prism（2023年 - 2025年、櫻木真乃）
- ソダテツ（朝風十和）

2024年
- クイズRPG 魔法使いと黒猫のウィズ（ヤマバーナー＝タヌビ）
- うたわれるもの ロストフラグ（柚原このみ）
- ファイナルファンタジーXIV（グルージャ）
- アークナイツ（ニンフ）

2025年
- アイドルマスター ツアーズ（櫻木真乃）
- メモリーズオフ 双想 〜Not always true〜（北方和音）
- ヒロイックソングス！ リプロデュース（リンアレル・シングラント）
- ゼンシンマシンガール（荒吐リョウコ）

### ドラマCD
- アイドルマスター シャイニーカラーズ「遅く起きた朝は……」（2018年、櫻木真乃） - 「アイドルマスター シャイニーカラーズ ファーストガイドブック」特典

### 吹き替え
- テレタビーズ（2022年、アンビー・パンビー）

### ラジオ
※はインターネット配信。
- アイドルマスター シャイニーカラーズ はばたきラジオステーション（2018年 - 、ASOBI CHANNEL※） - 週替わりパーソナリティ
- 白黒瞳ちゃん（2019年 - 2021年 、超!A&G+※）[37]
- 令和演芸批評（2019年 - 2020年 、ニコニコチャンネル※）
- りすLOG 関根瞳のあっぷとぶんぶん（2020年 - 、ニコニコチャンネル ボイスガレッジチャンネル※）[38]
- アズレン ナビゲーション!（2021年 - 、YouTube※、音泉※）[39]
- 関根といえば瞳でしょ！（2021年 - 、ニコニコチャンネル ONE TO ONE※）[40]
- EverdreaM ENDLESS RADIO（「鷲崎健のヨルナイト×ヨルナイト」内：2023年 - 、超!A&G+・ニコニコ生放送※）
- 岡咲美保・関根瞳の24時のシンデレラ（2025年 - 、QloveR※）[41]

### テレビ番組
※はインターネット配信。
- 関根瞳と結名美月のぽわっとぽやっとしませんか?（2020年 - 、ニコニコ生放送※）
- 八巻アンナ・関根瞳・野口詩央 声優第七世代（2020年 -  、ニコニコ生放送※）[42]
- 関根瞳のオトナ研究所（2021年 - 、ニコニコ生放送※）
- 関根・丸岡はがんばらない（2021年 - 、PLATTO※）[43]

### 映像商品
- 「THE IDOLM@STER SHINY COLORS 1stLIVE FLY TO THE SHINY SKY」Blu-ray（2019年）[44]
- バンダイナムコエンターテインメントフェスティバル 2days LIVE Blu-ray（2020年）[45]
- 「THE IDOLM@STER SHINY COLORS MUSIC DAWN」Blu-ray（2021年）[46]
- 「THE IDOLM@STER SHINY COLORS 2ndLIVE STEP INTO THE SUNSET SKY」Blu-ray（2021年）[47]
- 「THE IDOLM@STER SHINY COLORS 3rdLIVE TOUR PIECE ON PLANET / NAGOYA / TOKYO / FUKUOKA」Blu-ray（2022年）[48]  [49]  [50]
- 「THE IDOLM@STER SHINY COLORS 4thLIVE 空は澄み、今を越えて。」Blu-ray（2022年）[51]
- バンダイナムコエンターテインメントフェスティバル 2nd 2days LIVE Blu-ray（2023年）[52]
- THE IDOLM@STER M@STERS OF IDOL WORLD!!!!! 2023 Blu-ray PERFECT BOX!!!!!（2023年）[53]
- 「THE IDOLM@STER SHINY COLORS 5thLIVE If I_wings.」Blu-ray（2023年）[54]
- 283PRODUCTION SOLO PERFORMANCE LIVE「我儘なまま」Blu-ray（2024年）[55]
- THE IDOLM@STER SHINY COLORS 5.5th Anniversary LIVE「星が見上げた空」Blu-ray（2024年）[56]
- 「異次元フェス アイドルマスター★♥ラブライブ！歌合戦」Blu-ray（2024年）[57]

### 舞台
- LIAR GAME murder mystery『爆発廃工場 〜犯人の挑戦状〜』『首切りホテル 〜最後の夜宴〜』（2024年、飛行船シアター）[58]

### その他コンテンツ
- LINEスタンプ『アイドルマスター シャイニーカラーズ』（2019年 - 2020年、櫻木真乃） - 2作品
- 『大罪竜なんて大嫌い!』コミックス1巻発売記念PV（2021年、ラビ[59]）
- ボイスドラマ『キミにはないしょ!』（2022年、森野美桜[60]）
- オーディオブック『流浪の月』（2023年、安西梨花[61]）
- オーディオブック『invert II 覗き窓の死角』（2023年、藤島花音[62]）
- オーディオブック『汝、星のごとく』（2024年、北原結[63]）
- オーディオブック『腹を割ったら血が出るだけさ』(2024年、糸林茜寧[64]）
- さようなら竜生、こんにちは人生 ボイスドラマ（2024年、セリナ）

## ディスコグラフィ

### キャラクターソング
| 発売日         | 商品名                                                                                | 歌 | 楽曲 | 備考                                                                             |
| -------------- | ------------------------------------------------------------------------------------- | --- | --- | -------------------------------------------------------------------------------- |
| 2018年6月6日   | THE IDOLM@STER SHINY COLORS BRILLI@NT WING 01 Spread the Wings!!                      | シャイニーカラーズ                                                                                           | 「Spread the Wings!!」 「Multicolored Sky」 | ゲーム『アイドルマスター シャイニーカラーズ』テーマソング                        |
| 2018年7月4日   | THE IDOLM@STER SHINY COLORS BRILLI@NT WING 02 ヒカリのdestination                     | イルミネーションスターズ                                                                                     | 「ヒカリのdestination」 「虹になれ」 「Spread the Wings!!」 | ゲーム『アイドルマスター シャイニーカラーズ』関連曲                              |
| 2018年12月19日 | THE IDOLM@STER SHINY COLORS SE@SONAL WINTER                                           | シャイニーカラーズ                                                                                           | 「SNOW FLAKES MEMORIES」 「Let's get a chance」 | ゲーム『アイドルマスター シャイニーカラーズ』関連曲                              |
| 2019年3月9日   | THE IDOLM@STER SHINY COLORS SOLO COLLECTION -1stLIVE FLY TO THE SHINY SKY-            | 櫻木真乃（関根瞳）                                                                                           | 「ヒカリのdestination」 | ゲーム『アイドルマスター シャイニーカラーズ』関連曲                              |
| 2019年4月10日  | THE IDOLM@STER SHINY COLORS FR@GMENT WING 01                                          | シャイニーカラーズ                                                                                           | 「Ambitious Eve」 「いつか Shiny Days」 | ゲーム『アイドルマスター シャイニーカラーズ』関連曲                              |
| 2019年5月8日   | THE IDOLM@STER SHINY COLORS FR@GMENT WING 02                                          | イルミネーションスターズ                                                                                     | 「We can go now!」 「トライアングル」 「Ambitious Eve」 | ゲーム『アイドルマスター シャイニーカラーズ』関連曲                              |
| 2019年8月18日  | THE IDOLM@STER SHINY COLORS SOLO COLLECTION -SUMMER PARTY 2019-                       | 櫻木真乃（関根瞳）                                                                                           | 「虹になれ」 | ゲーム『アイドルマスター シャイニーカラーズ』関連曲                              |
| 2019年12月18日 | THE IDOLM@STER SHINY COLORS FUTURITY SMILE                                            | シャイニーカラーズ                                                                                           | 「FUTURITY SMILE」 「Spread the Wings!!」 | ゲーム『アイドルマスター シャイニーカラーズ』関連曲                              |
| 2020年2月12日  | THE IDOLM@STER SHINY COLORS SWEET♡STEP                                                | シャイニーカラーズ                                                                                           | 「SWEET♡STEP」 「Multicolored Sky」 | ゲーム『アイドルマスター シャイニーカラーズ』関連曲                              |
| 2020年3月21日  | THE IDOLM@STER SHINY COLORS SOLO COLLECTION -SPRING PARTY 2020-                       | 櫻木真乃（関根瞳）                                                                                           | 「We can go now!」 | ゲーム『アイドルマスター シャイニーカラーズ』関連曲                              |
| 2020年4月8日   | THE IDOLM@STER SHINY COLORS GR@DATE WING 01                                           | シャイニーカラーズ                                                                                           | 「シャイノグラフィ」 「Dye the sky.」 | ゲーム『アイドルマスター シャイニーカラーズ』関連曲                              |
| 2020年7月29日  | THE IDOLM@STER SHINY COLORS SOLO COLLECTION -2ndLIVE STEP INTO THE SUNSET SKY-        | 櫻木真乃（関根瞳）                                                                                           | 「トライアングル」 | ゲーム『アイドルマスター シャイニーカラーズ』関連曲                              |
| 2020年9月30日  | なんどでも笑おう                                                                      | THE IDOLM@STER FIVE STARS!!!                                                                                 | 「なんどでも笑おう」 | 「アイドルマスターシリーズ」関連曲                                               |
| 2020年9月30日  | なんどでも笑おう【シャイニーカラーズ盤】                                              | シャイニーカラーズ                                                                                           | 「なんどでも笑おう」 | 「アイドルマスターシリーズ」関連曲                                               |
| 2020年9月30日  | なんどでも笑おう【シャイニーカラーズ盤】                                              | 櫻木真乃（関根瞳）                                                                                           | 「なんどでも笑おう」 | 「アイドルマスターシリーズ」関連曲                                               |
| 2020年10月14日 | THE IDOLM@STER SHINY COLORS GR@DATE WING 02                                           | イルミネーションスターズ                                                                                     | 「Twinkle way」 「Happy Funny Lucky」 「シャイノグラフィ」 | ゲーム『アイドルマスター シャイニーカラーズ』関連曲                              |
| 2020年10月31日 | THE IDOLM@STER SHINY COLORS SOLO COLLECTION -MUSIC DAWN-                              | 櫻木真乃（関根瞳）                                                                                           | 「SNOW FLAKES MEMORIES」 | ゲーム『アイドルマスター シャイニーカラーズ』関連曲                              |
| 2020年12月23日 | 荒野のコトブキ飛行隊 大空のテイクオフガールズ！ チームソングミニアルバム              | 怪盗団アカツキ                                                                                               | 「華麗なる予告状」 | ゲーム『荒野のコトブキ飛行隊 大空のテイクオフガールズ！』関連曲                  |
| 2021年1月20日  | THE IDOLM@STER SHINY COLORS COLORFUL FE@THERS -Stella-                                | Team.Stella                                                                                                  | 「プラニスフィア 〜planisphere〜」 | ゲーム『アイドルマスター シャイニーカラーズ』関連曲                              |
| 2021年1月20日  | THE IDOLM@STER SHINY COLORS COLORFUL FE@THERS -Stella-                                | 櫻木真乃（関根瞳）                                                                                           | 「ありったけの輝きで」 | ゲーム『アイドルマスター シャイニーカラーズ』関連曲                              |
| 2021年4月14日  | THE IDOLM@STER SHINY COLORS L@YERED WING 01                                           | シャイニーカラーズ                                                                                           | 「Resonance⁺」 「Color Days」 | ゲーム『アイドルマスター シャイニーカラーズ』関連曲                              |
| 2021年4月24日  | THE IDOLM@STER SHINY COLORS SOLO COLLECTION -3rdLIVE TOUR PIECE ON PLANET / TOKYO-    | 櫻木真乃（関根瞳）                                                                                           | 「Twinkle way」 | ゲーム『アイドルマスター シャイニーカラーズ』関連曲                              |
| 2021年5月19日  | THE IDOLM@STER SHINY COLORS L@YERED WING 02                                           | イルミネーションスターズ                                                                                     | 「PRISISM」 「スマイルシンフォニア」 「Resonance⁺」 | ゲーム『アイドルマスター シャイニーカラーズ』関連曲                              |
| 2021年5月29日  | THE IDOLM@STER SHINY COLORS SOLO COLLECTION -3rdLIVE TOUR PIECE ON PLANET / FUKUOKA-  | 櫻木真乃（関根瞳）                                                                                           | 「Happy Funny Lucky」 | ゲーム『アイドルマスター シャイニーカラーズ』関連曲                              |
| 2021年7月28日  | THE IDOLM@STER POPLINKS POPLINKS TUNE!!!!!                                            | 天海春香（中村繪里子）、島村卯月（大橋彩香）、春日未来（山崎はるか）、天道輝（仲村宗悟）、櫻木真乃（関根瞳） | 「POP LINKS TUNE!!!!!」 | ゲーム『アイドルマスター ポップリンクス』テーマ曲                                |
| 2021年7月28日  | THE IDOLM@STER POPLINKS POPLINKS TUNE!!!!!                                            | 櫻木真乃（関根瞳）                                                                                           | 「POP LINKS TUNE!!!!!」 | ゲーム『アイドルマスター ポップリンクス』テーマ曲                                |
| 2022年2月14日  | THE IDOLM@STER SHINY COLORS SOLO COLLECTION -L@YERED WING part 1-                     | 櫻木真乃（関根瞳）                                                                                           | 「PRISISM」 | ゲーム『アイドルマスター シャイニーカラーズ』関連曲                              |
| 2022年2月14日  | THE IDOLM@STER SHINY COLORS SOLO COLLECTION -L@YERED WING part 2-                     | 櫻木真乃（関根瞳）                                                                                           | 「スマイルシンフォニア」 | ゲーム『アイドルマスター シャイニーカラーズ』関連曲                              |
| 2022年4月13日  | THE IDOLM@STER SHINY COLORS PANOR@MA WING 01                                          | シャイニーカラーズ                                                                                           | 「虹の行方」 「Daybreak Age」 | ゲーム『アイドルマスター シャイニーカラーズ』関連曲                              |
| 2022年4月23日  | THE IDOLM@STER SHINY COLORS Synthe-Side 03                                            | イルミネーションスターズ、アルストロメリア、シーズ                                                           | 「Secret utopIA」 | ゲーム『アイドルマスター シャイニーカラーズ』関連曲                              |
| 2022年4月23日  | THE IDOLM@STER SHINY COLORS Synthe-Side 03                                            | 櫻木真乃（関根瞳）                                                                                           | 「Secret utopIA」 | ゲーム『アイドルマスター シャイニーカラーズ』関連曲                              |
| 2022年5月11日  | THE IDOLM@STER SHINY COLORS PANOR@MA WING 02                                          | イルミネーションスターズ                                                                                     | 「FELICE」 「イルミネイトコンサート」 「虹の行方」 | ゲーム『アイドルマスター シャイニーカラーズ』関連曲                              |
| 2023年1月18日  | THE IDOLM@STER SHINY COLORS WING COLLECTION -A side-                                  | シャイニーカラーズ                                                                                           | 「Spread the Wings!! -25 colors-」 「Ambitious Eve -25 colors-」 「シャイノグラフィ -25 colors-」 「Resonance⁺ -25 colors-」 「SNOW FLAKES MEMORIES -25 colors-」 「FUTURITY SMILE -25 colors-」 | ゲーム『アイドルマスター シャイニーカラーズ』関連曲                              |
| 2023年2月8日   | THE IDOLM@STER SHINY COLORS WING COLLECTION -B side-                                  | シャイニーカラーズ                                                                                           | 「Multicolored Sky -25 colors-」 「いつか Shiny Days -25 colors-」 「Dye the sky. -25 colors-」 「Color Days -25 colors-」 「Let's get a chance -25 colors-」 「SWEET♡STEP -25 colors-」         | ゲーム『アイドルマスター シャイニーカラーズ』関連曲                              |
| 2023年2月11日  | THE IDOLM@STER SHINY COLORS SOLO COLLECTION -M@STERS OF IDOL WORLD!!!!! 2023-         | 櫻木真乃（関根瞳）                                                                                           | 「Let’s get a chance」 | ゲーム『アイドルマスター シャイニーカラーズ』関連曲                              |
| 2023年3月18日  | THE IDOLM@STER SHINY COLORS SOLO COLLECTION -5thLIVE If I_wings. part1-               | 櫻木真乃（関根瞳）                                                                                           | 「FELICE」 | ゲーム『アイドルマスター シャイニーカラーズ』関連曲                              |
| 2023年3月18日  | THE IDOLM@STER SHINY COLORS SOLO COLLECTION -5thLIVE If I_wings. part2-               | 櫻木真乃（関根瞳）                                                                                           | 「イルミネイトコンサート」 | ゲーム『アイドルマスター シャイニーカラーズ』関連曲                              |
| 2023年4月12日  | THE IDOLM@STER SHINY COLORS “CANVAS” 01                                               | イルミネーションスターズ                                                                                     | 「Forward March!!!」 「星が流れて」 「BRIGHTEST WHITE」 | ゲーム『アイドルマスター シャイニーカラーズ』関連曲                              |
| 2023年7月22日  | THE IDOLM@STER SHINY COLORS SOLO COLLECTION -SOLO PERFORMANCE LIVE 我儘なまま Stella- | 櫻木真乃（関根瞳）                                                                                           | 「プラニスフィア 〜planisphere〜」 | ゲーム『アイドルマスター シャイニーカラーズ』関連曲                              |
| 2023年7月26日  | THE IDOLM@STER SHINY COLORS Shiny Stories                                             | シャイニーカラーズ                                                                                           | 「Shiny Stories」 | ゲーム『アイドルマスター シャイニーカラーズ』関連曲                              |
| 2023年7月26日  | THE IDOLM@STER SHINY COLORS Shiny Stories                                             | 櫻木真乃（関根瞳）                                                                                           | 「Shiny Stories」 | ゲーム『アイドルマスター シャイニーカラーズ』関連曲                              |
| 2023年10月18日 | THE IDOLM@STER SHINY COLORS Song for Prism 星の声                                     | シャイニーカラーズ                                                                                           | 「星の声」 | ゲーム『アイドルマスター シャイニーカラーズ Song for Prism』テーマソング         |
| 2024年3月2日   | THE IDOLM@STER SHINY COLORS SOLO COLLECTION -6thLIVE TOUR Come and Unite! part1-      | 櫻木真乃（関根瞳）                                                                                           | 「Forward March!!!」 | ゲーム『アイドルマスター シャイニーカラーズ』関連曲                              |
| 2024年3月2日   | THE IDOLM@STER SHINY COLORS SOLO COLLECTION -6thLIVE TOUR Come and Unite! part2-      | 櫻木真乃（関根瞳）                                                                                           | 「星が流れて」 | ゲーム『アイドルマスター シャイニーカラーズ』関連曲                              |
| 2024年3月2日   | THE IDOLM@STER SHINY COLORS SOLO COLLECTION -6thLIVE TOUR Come and Unite! part3-      | 櫻木真乃（関根瞳）                                                                                           | 「BRIGHTEST WHITE」 | ゲーム『アイドルマスター シャイニーカラーズ』関連曲                              |
| 2024年4月10日  | THE IDOLM@STER SHINY COLORS ツバサグラビティ                                          | シャイニーカラーズ                                                                                           | 「ツバサグラビティ」 | テレビアニメ『アイドルマスター シャイニーカラーズ』オープニングテーマ            |
| 2024年4月10日  | THE IDOLM@STER SHINY COLORS ツバサグラビティ                                          | イルミネーションスターズ                                                                                     | 「ツバサグラビティ」 | テレビアニメ『アイドルマスター シャイニーカラーズ』関連曲                        |
| 2024年5月22日  | THE IDOLM@STER SHINY COLORS Song for Prism 枕木の歌 / Happier                         | イルミネーションスターズ                                                                                     | 「枕木の歌」 | ゲーム『アイドルマスター シャイニーカラーズ Song for Prism』関連曲               |
| 2024年7月27日  | THE IDOLM@STER SHINY COLORS LIVE FUN!! -Beyond the Blue sky part1-                    | 櫻木真乃（関根瞳）                                                                                           | 「ツバサグラビティ」 | テレビアニメ『アイドルマスター シャイニーカラーズ』関連曲                        |
| 2024年10月9日  | THE IDOLM@STER SHINY COLORS プリズムフレア                                            | シャイニーカラーズ                                                                                           | 「プリズムフレア」 | テレビアニメ『アイドルマスター シャイニーカラーズ 2nd season』オープニングテーマ |
| 2024年10月9日  | THE IDOLM@STER SHINY COLORS プリズムフレア                                            | イルミネーションスターズ                                                                                     | 「プリズムフレア」 | テレビアニメ『アイドルマスター シャイニーカラーズ 2nd season』関連曲             |
| 2024年10月30日 | THE IDOLM@STER SHINY COLORS Happy Surprise Trick!                                     | 櫻木真乃（関根瞳）、幽谷霧子（結名美月）、園田智代子（白石晴香）、桑山千雪（芝崎典子）、黛冬優子（幸村恵理） | 「ねぇ、ねぇ、ねぇ」 | テレビアニメ『アイドルマスター シャイニーカラーズ 2nd season』関連曲             |
| 2024年10月30日 | THE IDOLM@STER SHINY COLORS Happy Surprise Trick!                                     | シャイニーカラーズ                                                                                           | 「Poison Berry Daughters」 | テレビアニメ『アイドルマスター シャイニーカラーズ 2nd season』関連曲             |
| 2024年12月11日 | アイ NEED YOU（FOR WONDERFUL STORY）【シャイニーカラーズ盤】                          | THE IDOLM@STER BRILLIANT STARS                                                                               | 「アイ NEED YOU（FOR WONDERFUL STORY）」 | 「アイドルマスターシリーズ」20周年記念楽曲                                       |
| 2024年12月11日 | アイ NEED YOU（FOR WONDERFUL STORY）【シャイニーカラーズ盤】                          | シャイニーカラーズ                                                                                           | 「アイ NEED YOU（FOR WONDERFUL STORY）」 | 「アイドルマスターシリーズ」20周年記念楽曲                                       |
| 2024年12月11日 | アイ NEED YOU（FOR WONDERFUL STORY）【シャイニーカラーズ盤】                          | 櫻木真乃（関根瞳）                                                                                           | 「アイ NEED YOU（FOR WONDERFUL STORY）」 | 「アイドルマスターシリーズ」20周年記念楽曲                                       |
| 2024年12月25日 | THE IDOLM@STER SHINY COLORS Over the prism                                            | イルミネーションスターズ                                                                                     | 「星の数だけ」 | テレビアニメ『アイドルマスター シャイニーカラーズ 2nd season』関連曲             |
| 2024年12月25日 | THE IDOLM@STER SHINY COLORS Over the prism                                            | シャイニーカラーズ                                                                                           | 「プリズムフレア -23 colors-」 | テレビアニメ『アイドルマスター シャイニーカラーズ 2nd season』関連曲             |
| 2025年1月22日  | THE IDOLM@STER SHINY COLORS ECHOES 01                                                 | イルミネーションスターズ                                                                                     | 「STARRY PLACE」 「晴れのちバルーン」 「Migratory Echoes」 | ゲーム『アイドルマスター シャイニーカラーズ』関連曲                              |
| 2025年1月29日  | THE IDOLM@STER SHINY COLORS Song for Prism Shower of light / 快盗Vを見逃すな          | イルミネーションスターズ                                                                                     | 「Shower of light」 | ゲーム『アイドルマスター シャイニーカラーズ Song for Prism』関連曲               |

### その他参加楽曲
| 発売日   | 商品名               | 歌       | 楽曲                     | 備考               |
| 2019年   | 2019年               | 2019年   | 2019年                   | 2019年             |
| -------- | -------------------- | -------- | ------------------------ | ------------------ |
| 3月31日  | 瞬間シンクロニシティ | teaRLove | 「瞬間シンクロニシティ」 | 『teaRLove』関連曲 |
| 4月28日  | ソライロメロディ     | teaRLove | 「ソライロメロディ」     | 『teaRLove』関連曲 |
| 6月30日  | 恋するサマーラッシュ | teaRLove | 「恋するサマーラッシュ」 | 『teaRLove』関連曲 |
| 9月28日  | 勇気の翼             | teaRLove | 「勇気の翼」             | 『teaRLove』関連曲 |
| 12月15日 | 僕らの夢のその先へ   | teaRLove | 「僕らの夢のその先へ」   | 『teaRLove』関連曲 |
| 2020年   |                      |          |                          |                    |
| 2月22日  | NO IMITATION         | teaRLove | 「NO IMITATION」         | 『teaRLove』関連曲 |

### シリーズ一覧
1. ↑  第1期（2020年）、第2期『みっくす!』（2022年）
2. ↑  1st season（2024年）、2nd season（2024年）[16]

### ユニットメンバー
1. 1 2  櫻木真乃（関根瞳）、風野灯織（近藤玲奈）、八宮めぐる（峯田茉優）、月岡恋鐘（礒部花凜）、田中摩美々（菅沼千紗）、白瀬咲耶（八巻アンナ）、三峰結華（成海瑠奈）、幽谷霧子（結名美月）、小宮果穂（河野ひより）、園田智代子（白石晴香）、西城樹里（永井真里子）、杜野凛世（丸岡和佳奈）、有栖川夏葉（涼本あきほ）、大崎甘奈（黒木ほの香）、大崎甜花（前川涼子）、桑山千雪（芝崎典子）
2. 1 2 3 4 5 6 7 8 9 10 11 12 13 14 15  櫻木真乃（関根瞳）、風野灯織（近藤玲奈）、八宮めぐる（峯田茉優）
3. 1 2 3  櫻木真乃（関根瞳）、風野灯織（近藤玲奈）、八宮めぐる（峯田茉優）、月岡恋鐘（礒部花凜）、田中摩美々（菅沼千紗）、白瀬咲耶（八巻アンナ）、三峰結華（成海瑠奈）、幽谷霧子（結名美月）、小宮果穂（河野ひより）、園田智代子（白石晴香）、西城樹里（永井真里子）、杜野凛世（丸岡和佳奈）、有栖川夏葉（涼本あきほ）、大崎甘奈（黒木ほの香）、大崎甜花（前川涼子）、桑山千雪（芝崎典子）、芹沢あさひ（田中有紀）、黛冬優子（幸村恵理）、和泉愛依（北原沙弥香）
4. ↑  櫻木真乃（関根瞳）、風野灯織（近藤玲奈）、八宮めぐる（峯田茉優）、月岡恋鐘（礒部花凜）、田中摩美々（菅沼千紗）、白瀬咲耶（八巻アンナ）、三峰結華（成海瑠奈）、幽谷霧子（結名美月）、小宮果穂（河野ひより）、園田智代子（白石晴香）、西城樹里（永井真里子）、杜野凛世（丸岡和佳奈）、有栖川夏葉（涼本あきほ）、大崎甘奈（黒木ほの香）、大崎甜花（前川涼子）、桑山千雪（芝崎典子）、芹沢あさひ（田中有紀）、黛冬優子（幸村恵理）、和泉愛依（北原沙弥香）、浅倉透（和久井優）、樋口円香（土屋李央）、福丸小糸（田嶌紗蘭）、市川雛菜（岡咲美保）
5. ↑  天海春香（中村繪里子）、如月千早（今井麻美）、星井美希（長谷川明子）、島村卯月（大橋彩香）、渋谷凛（福原綾香）、本田未央（原紗友里）、春日未来（山崎はるか）、最上静香（田所あずさ）、伊吹翼（Machico）、天道輝（仲村宗悟）、桜庭薫（内田雄馬）、柏木翼（八代拓）、櫻木真乃（関根瞳）、風野灯織（近藤玲奈）、八宮めぐる（峯田茉優）
6. ↑  ロイグ（高橋未奈美）、モア（関根瞳）、レンジ（藤原夏海）、リガル（大西沙織）、ベッグ（赤尾ひかる）、カラン（涼本あきほ）
7. ↑  櫻木真乃（関根瞳）、月岡恋鐘（礒部花凜）、小宮果穂（河野ひより）、園田智代子（白石晴香）、大崎甘奈（黒木ほの香）、芹沢あさひ（田中有紀）、樋口円香（土屋李央）
8. ↑  櫻木真乃（関根瞳）、風野灯織（近藤玲奈）、八宮めぐる（峯田茉優）、月岡恋鐘（礒部花凜）、田中摩美々（菅沼千紗）、白瀬咲耶（八巻アンナ）、三峰結華（成海瑠奈）、幽谷霧子（結名美月）、小宮果穂（河野ひより）、園田智代子（白石晴香）、西城樹里（永井真里子）、杜野凛世（丸岡和佳奈）、有栖川夏葉（涼本あきほ）、大崎甘奈（黒木ほの香）、大崎甜花（前川涼子）、桑山千雪（芝崎典子）、芹沢あさひ（田中有紀）、黛冬優子（幸村恵理）、和泉愛依（北原沙弥香）、浅倉透（和久井優）、樋口円香（土屋李央）、福丸小糸（田嶌紗蘭）、市川雛菜（岡咲美保）、七草にちか（紫月杏朱彩）、緋田美琴（山根綺）
9. 1 2  櫻木真乃（関根瞳）、風野灯織（近藤玲奈）、八宮めぐる（峯田茉優）、月岡恋鐘（礒部花凜）、田中摩美々（菅沼千紗）、白瀬咲耶（八巻アンナ）、三峰結華（希水しお）、幽谷霧子（結名美月）、小宮果穂（河野ひより）、園田智代子（白石晴香）、西城樹里（永井真里子）、杜野凛世（丸岡和佳奈）、有栖川夏葉（涼本あきほ）、大崎甘奈（黒木ほの香）、大崎甜花（前川涼子）、桑山千雪（芝崎典子）、芹沢あさひ（田中有紀）、黛冬優子（幸村恵理）、和泉愛依（北原沙弥香）、浅倉透（和久井優）、樋口円香（土屋李央）、福丸小糸（田嶌紗蘭）、市川雛菜（岡咲美保）、七草にちか（紫月杏朱彩）、緋田美琴（山根綺）
10. ↑  大崎甘奈（黒木ほの香）、大崎甜花（前川涼子）、桑山千雪（芝崎典子）
11. ↑  七草にちか（紫月杏朱彩）、緋田美琴（山根綺）
12. ↑  櫻木真乃（関根瞳）、七草にちか（紫月杏朱彩）、斑鳩ルカ（川口莉奈）
13. ↑  櫻木真乃（関根瞳）、風野灯織（近藤玲奈）、八宮めぐる（峯田茉優）、月岡恋鐘（礒部花凜）、田中摩美々（菅沼千紗）、白瀬咲耶（八巻アンナ）、三峰結華（希水しお）、幽谷霧子（結名美月）、小宮果穂（河野ひより）、園田智代子（白石晴香）、西城樹里（永井真里子）、杜野凛世（丸岡和佳奈）、有栖川夏葉（涼本あきほ）、大崎甘奈（黒木ほの香）、大崎甜花（前川涼子）、桑山千雪（芝崎典子）、芹沢あさひ（田中有紀）、黛冬優子（幸村恵理）、和泉愛依（北原沙弥香）、浅倉透（和久井優）、樋口円香（土屋李央）、福丸小糸（田嶌紗蘭）、市川雛菜（岡咲美保）、七草にちか（紫月杏朱彩）、緋田美琴（山根綺）、斑鳩ルカ（川口莉奈）、鈴木羽那（三川華月）、郁田はるき（小澤麗那）
14. ↑  櫻木真乃（関根瞳）、風野灯織（近藤玲奈）、八宮めぐる（峯田茉優）、月岡恋鐘（礒部花凜）、田中摩美々（菅沼千紗）、白瀬咲耶（八巻アンナ）、三峰結華（希水しお）、幽谷霧子（結名美月）、小宮果穂（河野ひより）、園田智代子（白石晴香）、西城樹里（永井真里子）、杜野凛世（丸岡和佳奈）、有栖川夏葉（涼本あきほ）、大崎甘奈（黒木ほの香）、大崎甜花（前川涼子）、桑山千雪（芝崎典子）
15. 1 2  櫻木真乃（関根瞳）、風野灯織（近藤玲奈）、八宮めぐる（峯田茉優）、月岡恋鐘（礒部花凜）、田中摩美々（菅沼千紗）、白瀬咲耶（八巻アンナ）、三峰結華（希水しお）、幽谷霧子（結名美月）、小宮果穂（河野ひより）、園田智代子（白石晴香）、西城樹里（永井真里子）、杜野凛世（丸岡和佳奈）、有栖川夏葉（涼本あきほ）、大崎甘奈（黒木ほの香）、大崎甜花（前川涼子）、桑山千雪（芝崎典子）、芹沢あさひ（田中有紀）、黛冬優子（幸村恵理）、和泉愛依（北原沙弥香）
16. ↑  天海春香（中村繪里子）、如月千早（今井麻美）、星井美希（長谷川明子）、島村卯月（大橋彩香）、渋谷凛（福原綾香）、本田未央（原紗友里）、春日未来（山崎はるか）、最上静香（田所あずさ）、伊吹翼（Machico）、天道輝（仲村宗悟）、桜庭薫（内田雄馬）、柏木翼（八代拓）、櫻木真乃（関根瞳）、風野灯織（近藤玲奈）、八宮めぐる（峯田茉優）、花海咲季（長月あおい）、月村手毬（小鹿なお）、藤田ことね（飯田ヒカル）
17. ↑  櫻木真乃（関根瞳）、風野灯織（近藤玲奈）、八宮めぐる（峯田茉優）、月岡恋鐘（礒部花凜）、田中摩美々（菅沼千紗）、白瀬咲耶（八巻アンナ）、三峰結華（希水しお）、幽谷霧子（結名美月）、小宮果穂（河野ひより）、園田智代子（白石晴香）、西城樹里（永井真里子）、杜野凛世（丸岡和佳奈）、有栖川夏葉（涼本あきほ）、大崎甘奈（黒木ほの香）、大崎甜花（前川涼子）、桑山千雪（芝崎典子）、芹沢あさひ（田中有紀）、黛冬優子（幸村恵理）、和泉愛依（北原沙弥香）、浅倉透（和久井優）、樋口円香（土屋李央）、福丸小糸（田嶌紗蘭）、市川雛菜（岡咲美保）
18. 1 2  赤尾ひかる、桶谷菜穂、小野寺瑠奈、河野ひより、桜木夕、関根瞳、高橋菜々美、広瀬世華、福積沙耶、丸岡和佳奈